# Кубок мира по конькобежному спорту 2014/2015 (этап 3)

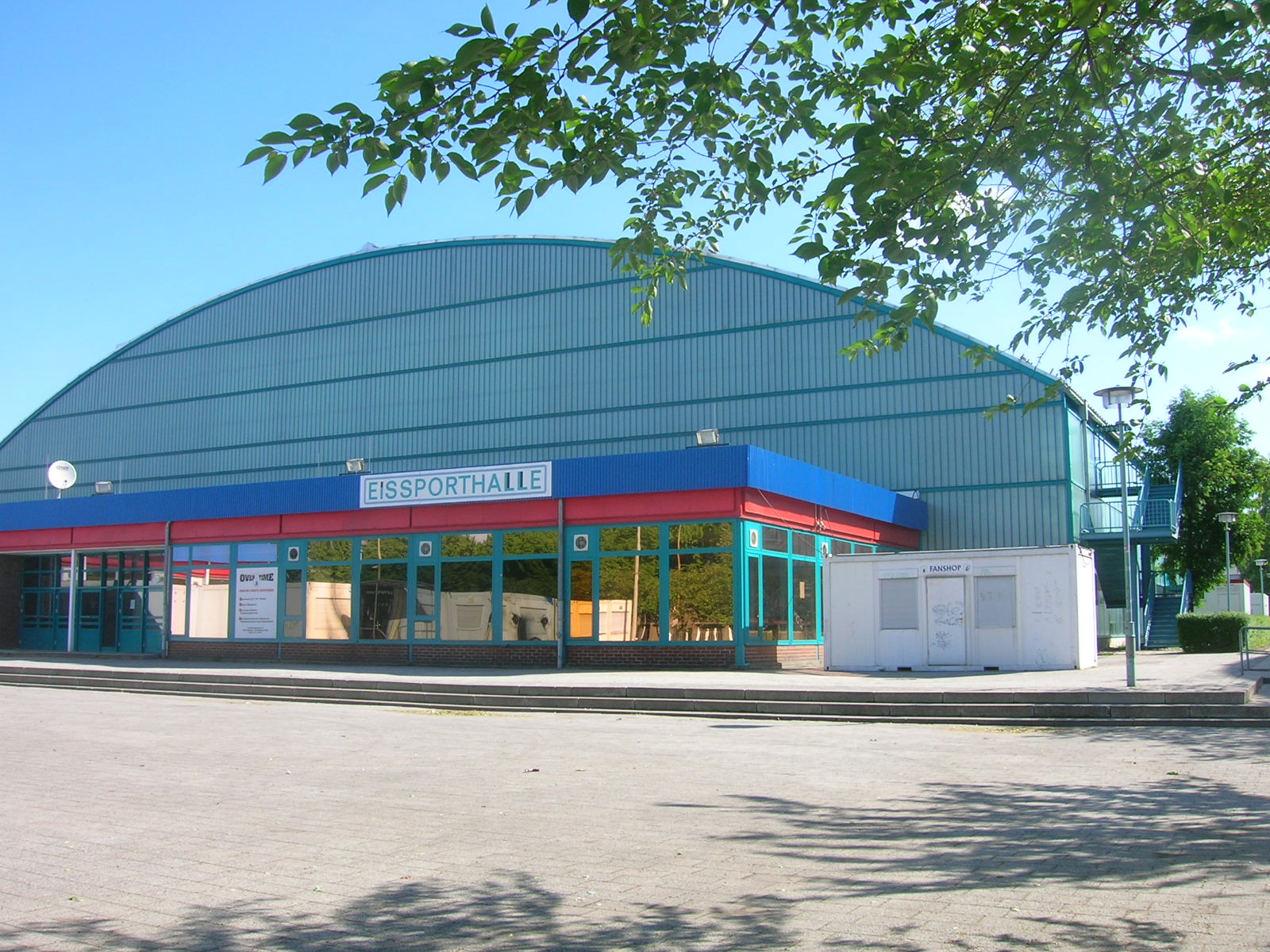
Спортфорум Хохеншёнхаузен

Третий этап Кубка мира по конькобежному спорту в сезоне 2014/2015 прошёл с 5-7 декабря 2014 года на катке Спортфорум Хоэншёнхаузен в Берлине, Германия. Забеги проходbли на дистанциях 500, 1000, 1500 метров, масс-старте, командной гонке, а также на 3000 метров у женщин и 5000 метров у мужчин. На дистанции 3000 м у женщин нидерландская конькобежка Карлейн Ахтеректе стала первой в дивизионе Б с результатом 4:00,80, который оказался выше, чем у победительницы в дивизионе А Ирен Вюст и только на 0,05 с уступил рекорду трека. Мужская команда Австрии установила национальный рекорд, также были установлены 27 личных рекордов.

## Призёры

### Мужчины
| Дистанция       | Участники                                     | Золото                                                       | Время   | Серебро                                                       | Время   | Бронза                                                          | Время   |
| 500 м           | 1-й забег А — 20 участников Б — 33 участника  | Артур Вас · Польша                                           | 35,01   | Лоран Дюбреил · Канада                                        | 35,09   | Михел Мюлдер · Нидерланды                                       | 35,12   |
| 500 м           | 2-й забег А — 19 участников Б — 28 участников | Артур Вас · Польша                                           | 35,04   | Эспен Орнес Хваммен · Норвегия                                | 35,06   | Лоран Дюбреил · Канада                                          | 35,09   |
| 1000 м          | А — 20 участников Б — 28 участников           | Нико Иле · Германия                                          | 1:09,49 | Самуэль Шварц · Германия                                      | 1:09,53 | Хейн Оттерспер · Нидерланды                                     | 1:09,56 |
| 1500 м          | А — 19 участников Б — 33 участника            | Ян Шиманьский · Польша                                       | 1:46,80 | Сверре Лунде Педерсен · Норвегия                              | 1:47,13 | Томас Крол · Нидерланды                                         | 1:47,14 |
| 5000 м          | А — 16 участников Б — участников              | Йоррит Бергсма · Нидерланды                                  | 6:17,59 | Сверре Лунде Педерсен · Норвегия                              | 6:20,97 | Дауве де Врис · Нидерланды                                      | 6:23,50 |
| Командная гонка | 11 команд                                     | Польша · Збигнев Брудка · Ян Шиманьский · Конрад Недзведзкий | 3:45,88 | Республика Корея · Ли Сын Хун · Ким Чхоль Мин · Byung Wook Ko | 3:46,97 | Нидерланды · Арьян Стротинга · Дауве де Врис · Франк Врёгденхил | 3:43,68 |
| Масс-старт      | 28 участников                                 | Ли Сын Хун · Республика Корея                                | 7:42,33 | Арьян Стротинга · Нидерланды                                  | 7:42,47 | Барт Свингс · Бельгия                                           | 7:42,88 |

### Женщины
| Дистанция       | Участники                                  | Золото                                                                | Время   | Серебро                                                                          | Время   | Бронза                                                            | Время   |
| 500 м           | 1-й забег А — 20 участниц Б — 20 участниц  | Ли Сан Хва · Республика Корея                                         | 37,87   | Хизер Ричардсон · США                                                            | 38,21   | Марго Бур · Нидерланды                                            | 38,40   |
| 500 м           | 2-й забег А — 22 участницы Б — 19 участниц | Ли Сан Хва · Республика Корея                                         | 37,96   | Хизер Ричардсон · США                                                            | 38,07   | Нао Кодайра · Япония                                              | 38,11   |
| 1000 м          | А — 20 участниц Б — 23 участницы           | Бриттани Боу · США                                                    | 1:14,81 | Хизер Ричардсон · США                                                            | 1:15,14 | Ли Циши · Китай                                                   | 1:15,94 |
| 1500 м          | А — 20 участниц Б — 23 участницы           | Ирен Вюст · Нидерланды                                                | 1:55,89 | Хизер Ричардсон · США                                                            | 1:55,91 | Маррит Ленстра · Нидерланды                                       | 1:55,93 |
| 3000 м          | А — 16 участниц Б — 26 участниц            | Ирен Вюст · Нидерланды                                                | 4:01,55 | Мари Йолинг · Нидерланды                                                         | 4:03,34 | Мартина Сабликова · Чехия                                         | 4:05,36 |
| Командная гонка | 8 команд                                   | Нидерланды · Ирен Вюст · Маррит Ленстра · Мари Йолинг · Йорин Ворхёйс | 2:59,72 | Польша · Луиза Злотковска · Катажина Возняк · Александра Госс · Angelika Fudalej | 3:03,83 | Япония · Нана Такаги · Маки Табата · Аяка Кикути · Мисаки Ошигири | 3:04,00 |
| Масс-старт      | 25 участниц                                | Ирене Схаутен · Нидерланды                                            | 8:32,82 | Ивани Блондин · Канада                                                           | 8:32,94 | Ye Jin Jun · Республика Корея                                     | 8:33,37 |